# Embrace the Curse
Embrace the Curse è il primo album full-length degli I Hate Kate.

## Il disco
L'album contiene diversi brani già pubblicati nell'EP Act One, ed anche altre canzoni precedentemente pubblicate e concesse in download gratuito tramite il loro sito web.

## Tracce
1. Bed of Black Roses – 3:37
2. Embrace The Curse – 3:58
3. Inside Inside – 4:19
4. A Story I Can't Write – 3:31
5. It's You – 4:40
6. Then You Kiss – 3:47
7. Always Something – 3:34
8. The Thrill – 3:23
9. Outta My Head – 3:36
10. Love Association – 4:32
11. Major Tom – 4:21

## Formazione
- Justin Mauriello - voce, chitarra
- Jeremy Berghorst - chitarra
- Scott Hayden - basso
- Mike Lund - batteria